# Charles Abbot (1er baron Colchester)
Pour les articles homonymes, voir Charles Abbot et Abbot.
Charles Abbot (1757 à Abingdon - 1829) est le premier baron de Colchester et le président de la Chambre des communes de 1802 à 1817.